# 酒井綱一郎
酒井 綱一郎（さかい こういちろう、1957年 - ）は、鹿児島県出身の記者、コメンテーター、日経ビジネス発行人。千葉県在住。

## 来歴
鹿児島県立伊集院高等学校卒業。国際基督教大学教養学部社会科学科卒業、スタンフォード大学プロフェッショナル・パブリッシング・コース修了。1981年に毎日新聞に入社。記者として浜松支局、スポーツ部を経て退職。
1988年に日経マグロウヒル（現・日経BP）入社。NY支局長、2003年に日経ビジネス編集部長、ビジネス局長などを経て、日経ビジネスの発行人、同社取締役を歴任。その後、親会社である日本経済新聞社に出向し、常務執行役員デジタル営業局長を経て、日経BP社取締役（経営情報グループ統括）。
認定NPO法人「世界の子どもにワクチンを　日本委員会」理事、社会福祉法人「愛光」理事、NPO法人「CLICK地域教育力創発機構」理事。NPO「木ようの家」前理事。

## 著書
- 『続・良い会社』（日本経済新聞社、新潮文庫、1990年）
- 『会社の改造』（日本経済新聞社、1992年）
- 『日本型リエンジニアリング』（日本経済新聞社、1994年）
- 『続・強い会社』（日本経済新聞社、1995年）
- 『人間復活の経営』（日経BP社、1995年）
- 『あなたの仕事がなくなる』（日経BP社、1996年）
- 『こんな経営手法は要らない』（日経BP社、2000年）
- 『ドラッカーさんが教えてくれた経営のウソとホント』（日経ビジネス人文庫2008年）

## 出演番組
- 森本毅郎・スタンバイ! （TBSラジオ、火曜日担当コメンテーター）
- ですです。 (鹿児島放送、2019年4月5日 - )
- News+おやっと!（鹿児島放送、Myおやっと、木曜日担当コメンテーター）

## 過去の出演番組
- 報道2001 （フジテレビ、2008年4月 - 9月）